# Faro de Lagoa Azul
El Faro de Lagoa Azul (en portugués: Farol da Lagoa Azul) es un faro que se localiza en el morro de Carregado, un promontorio junto de la Lagoa Azul (Laguna Azul), cerca de 15 km al noroeste de la ciudad de São Tomé, en la costa norte de la isla del mismo nombre, en el distrito de Lobata, Santo Tomé y Príncipe.
Consiste en una columna de hormigón con sección en cruz, pintada con franjas horizontales blancas y rojas, con linterna y galería a 7 metros de altura.
Inaugurado el 12 de septiembre de 1997, fue proyectado y edificado por la Marinha de Guerra Portuguesa, al abrigo de los acuerdos de Cooperacción Técnico Militar entre Portugal y Santo Tomé y Príncipe.